# رواق لخضر

## رواق لخضر
رواق لخضر (من مواليد 19 أكتوبر 1990 في سطيف، الجزائر) صانع محتوى جزائري يعمل في مجال خدمات الإنترنت، وناشط مجتمعي يُسهم في نشر الأفكار الإيجابية وتعزيز القيم البناءة عبر منصات التواصل الاجتماعي. يتميز بمساهماته في العمل الخيري وظهوره الإعلامي، إضافة إلى إنجازاته الأكاديمية والرياضية.

## الحياة المبكرة والتعليم
وُلد رواق لخضر في مدينة سطيف ونشأ في ولاية المسيلة. حصل على:
- شهادة ليسانس في الاقتصاد من جامعة المسيلة.
- شهادة ماستر في نقود وبنوك من جامعة محمد بوضياف المسيلة.

## المسيرة الرياضية
رواق هو لاعب شطرنج متميز حصل على جوائز عديدة في الرياضة الفكرية، منها:
- بطل جامعة الطارف في الشطرنج لعام 2012، حيث أظهر تفوقًا ملحوظًا في هذه الرياضة التي تعتمد على التفكير الاستراتيجي.
- بطل جامعة المسيلة لعام 2015.

## العمل المجتمعي والخيري
شارك رواق في العديد من الأنشطة الخيرية والاجتماعية، أبرزها عضويته في جمعية خيرية تهدف لدعم التعليم والمبادرات الإنسانية. وقد ساهم في تنظيم حملات دعم للطلبة وتقديم العون للفئات المحتاجة.

## الظهور الإعلامي
ظهر رواق في برنامج "وافعلوا الخير" عام 2019، الذي يسلط الضوء على المبادرات الخيرية والتطوعية. كان هذا الظهور فرصة لإبراز دوره في دعم المجتمع وتعزيز القيم الإيجابية.

## الإنجازات الرقمية
بدأ رواق نشاطه كصانع محتوى على فيسبوك حيث يمتلك أكثر من 10,000 متابع. كما وسّع نشاطه ليشمل منصات أخرى مثل تيك توك وإنستغرام، حيث يقدم محتوى يهدف إلى التوعية والتطوير الشخصي.

## روابط ذات صلة
- جامعة المسيلة
- الشطرنج
- جامعة محمد بوضياف المسيلة